# ستاره نوترونی

ستارهٔ نوترونی (به انگلیسی: Neutron Star) هستهٔ فروپاشی‌شدهٔ ستارهٔ ابرغول پرجرمی‌است که جرم آن در مجموع بین ۱۰ تا ۲۵ جرم خورشیدی بوده‌است به‌ویژه اگر ستارهٔ فروپاشیده غنی از فلز بوده‌ باشد. وقتی یک ستاره ذخیره هیدروژن خود را به پایان می‌رساند منبسط می‌شود و دیگر توان تحمل نیروی گرانشی حاصل از هسته خود را ندارد در نتیجه هسته در خود فرو می‌پاشد اصطلاحاً می‌رمبد. هستهٔ این اجسام از پوسته‌ای به جنس جامد (غالبا آهن) و درونشان به جنس مایعی با چگالی بالا است.
به‌جز در مورد سیاه‌چاله‌ها و برخی از اجرام کم‌تر شناخته‌شده (مانند سفیدچاله، ستاره کوارکی و ستاره عجیب). ستاره‌های نوترونی کوچک‌ترین و متراکم‌ترین ستارگانی هستند که تاکنون شناخته شده‌اند. هنگامی که ستارهٔ پرجرمی به‌شکل ابرنواختر منفجر می‌شود، گاهی هستهٔ آن می‌تواند سالم و برجا بماند. اگر جرم هسته بین ۱٫۴ تا ۳ جرم خورشیدی باشد پدیدهٔ طبیعی گرانش، آن را فراتر از مرحلهٔ کوتوله سفید متراکم می‌کند تا جایی که پروتون‌ها و الکترون‌ها برای تشکیل نوترون‌ها به یکدیگر فشرده می‌شوند. این نوع شیء آسمانی ستارهٔ نوترونی نامیده می‌شود. وقتی که شعاع ستاره‌ای ۱۰ کیلومتر (۶ مایل) باشد، انقباضش متوقف می‌شود. برخی از ستارگان نوترونی در زمین به‌شکل تپ اختر شناسایی می‌شوند که با چرخش خود، ۲ نوع اشعه (امواج رادیویی و اشعهٔ ایکس) منتشر می‌کنند. تعداد اندکی از ستاره‌های نوترونی امواجی با نور مرئی از خود منتشر می‌کنند. ستاره‌ای نوترونی در سحابی خرچنگ وجود دارد که در هر ۳۰ ثانیه یکبار تپ‌هایی با نور مرئی ارسال می‌کند؛ عملاً خاموش و روشن می‌شود.
ستاره‌های نوترونی جاذبه‌ای قوی دارند به‌طوری که اگر یک موشک بخواهد از سطح هسته به دور آن مدار تشکیل دهد باید شتاب اولیه‌ای به اندازه نصف سرعت نور داشته باشد. همچنین این ستاره‌ها بسیار چگال هستند. برای این که تصور بهتری از یک ستاره نوترونی در ذهن به‌وجود بیاید، می‌توان فرض کرد که تمام جرم خورشید در مکانی به وسعت نصف تهران جا داده شده‌است؛ یعنی یک قاشق از ستارهٔ نوترونی یک میلیارد تن جرم دارد. (یک سر سوزن از ماده تشکیل دهنده ستاره نوترونی دقیقاً به اندازهٔ دو برابر بزرگ‌ترین کشتی باری جهان جرم دارد). سرعت چرخش این ستاره‌ها یکسان نیست سرعت چرخش سریع‌ترین این ستاره‌ها به دور خودشان تا ۷۰۰ دور در ثانیه هم می‌رسد (سریع‌ترین خردکن‌های آشپزخانه سرعت چرخششان به ۵۰۰ دور در ثانیه می‌رسند) کندترین چرخش نیز به یک دور در ۸ ثانیه می‌رسد؛ این چرخش به سان ساعت بسیار دقیق با روند بسیار بسیار آهسته کند می‌شود. به‌عنوان مثال ستارهٔ نوترونی که در هر ثانیه یک دور می‌زند پس از صد سال در هر ۱٫۰۰۰۰۰۳ ثانیه یک دور می‌زند، به عبارت دیگر پس از یک میلیون سال هر ۱٫۰۳ ثانیه یک دور می‌زند. تفاوت ستاره‌های نوترونی با سیاهچاله‌ها این است که ستاره‌های نوترونی پس از رمبش هسته جرمشان به ۱/۵ برابر خورشید می‌رسد اما هنگامی که هسته رمبش پیدا کرد و جرمش به ۳ برابر یا بیشتر از جرم خورشید رسید هسته دوباره توان نگهداری و تحمل نیروی جاذبهٔ ناشی از خودش را نخواهد داشت و دوباره رمبش می‌یابد و این فرایند همچنان ادامه خواهد داشت تا هسته به چگالی بی‌نهایت برسد.
این ستارگان هنگام انفجار برخی از ابرنواخترها به‌وجود می‌آیند. پس از انفجار یک ابرنواختر ممکن است به خاطر فشار بسیار زیاد حاصل از رمبش مواد پخش شده ساختار اتمی همهٔ عناصر شیمیایی شکسته شود و تنها اجزای بنیادی بر جای بمانند.
بیشتر دانشمندان عقیده دارند که جاذبه و فشار بسیار زیاد باعث فشرده شدن پروتون‌ها و الکترون‌ها به درون یکدیگر می‌شوند که خود سبب به‌وجود آمدن توده‌های متراکم نوترونی خواهد شد. عده کمی نیز معتقدند که فشردگی پروتون‌ها و الکترون‌ها بسیار بیش از اینهاست و این باعث می‌شود که تنها کوارک‌ها باقی بمانند؛ و این ستاره کوارکی متشکل از کوارک‌های بالا و پایین (Up & down quarks) و نوع دیگری از کوارک که از بقیه سنگین‌تر است خواهد بود که این کوارک تاکنون در هیچ ماده‌ای کشف نشده‌است.

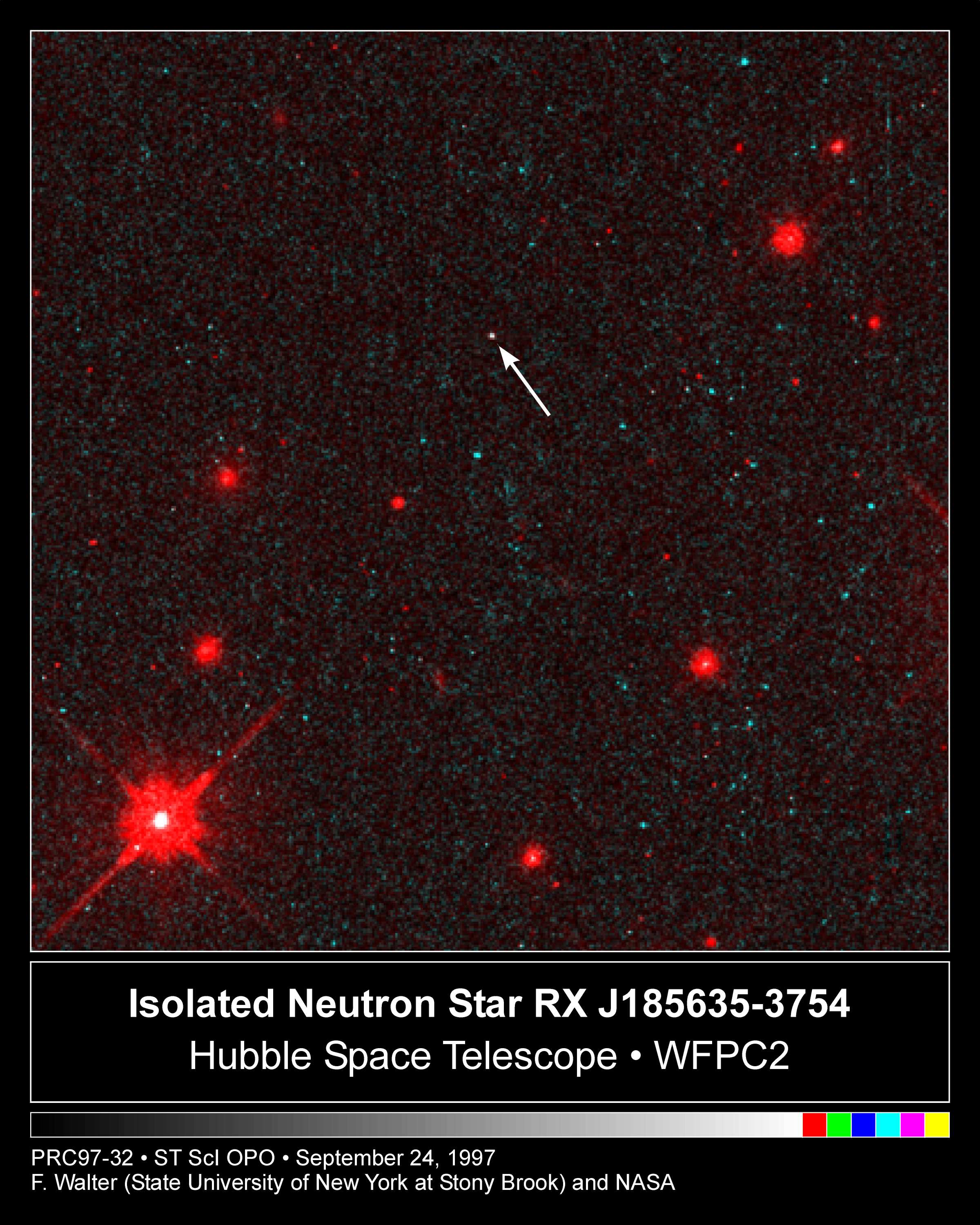

از آنجا که اطلاعات در مورد ستارگان نوترونی اندک است در سال‌های اخیر تحقیقات زیادی بر روی این دسته از ستارگان انجام شده‌است.
در اواخر سال ۲۰۰۲ میلادی، یک تیم تحقیقاتی وابسته به ناسا به سرپرستی خانم J. Cotton مطالعاتی را در مورد یک ستاره نوترونی به‌همراه یک ستاره همدم به نام ۰۷۴۸۶۷۶ EXO انجام داد. این گروه برای مطالعهٔ این ستاره دوگانه که در فاصلهٔ ۳۰۰۰۰ سال نوری از زمین قرار دارد، از یک ماهواره مجهز به اشعهٔ ایکس بهره برد (این ماهواره متعلق به آژانس فضایی اروپا است و XMMX- ray Multi Mirror نیوتن نام دارد).
هدف این تحقیق تعیین ساختار ستارهٔ نوترونی با استفاده از تأثیرات جاذبهٔ زیاد ستاره بر روی نور بود.
با توجه به نظریهٔ نسبیت عام نوری که از یک میدان جاذبهٔ زیاد عبور کند، مقداری از انرژی خود را از دست می‌دهد. این کاهش انرژی به صورت افزایش طول موج نور نمود پیدا می‌کنند. به این پدیده انتقال به قرمز می‌گویند.
این گروه برای نخستین بار انتقال به قرمز نور گذرنده از اتمسفر بسیار بسیار نازک یک ستارهٔ نوترونی را اندازه‌گیری کردند. جاذبهٔ عظیم ستارهٔ نوترونی باعث انتقال به قرمز نور می‌شود که میزان آن به مقدار جرم ستاره و شعاع آن بستگی دارد. تعیین مقادیر جرم و شعاع ستاره می‌تواند محققان را در یافتن فشار درونی ستاره یاری کند. با آگاهی از فشار درونی ستاره منجمان می‌توانند حدس بزنند که داخل ستاره نوترونی فقط متشکل از نوترون‌هاست یا ذرات ناشناختهٔ دیگر را نیز شامل می‌شود.
این گروه تحقیقاتی پس از انجام مطالعات و آزمایش‌های خود دریافتند که این ستاره تنها باید از نوترون تشکیل شده باشد؛ و در حقیقت طبق مدل‌های کوارکی، ذره دیگری جز نوترون در آن وجود ندارد.
در حین این مطالعه و برای بررسی تغییرات طیف پرتوهای ایکس، یک منبع پرقدرت اشعهٔ ایکس لازم بود. انفجارهای هسته‌ای (Thermonuclear Blasts) که بر اثر جذب ستاره همدم توسط ستاره نوترونی ایجاد می‌شود، همان منبع مورد نیاز برای تولید اشعهٔ ایکس بود. ستاره نوترونی به سبب جرم زیاد و به دنبال آن جاذبهٔ قوی، مواد ستاره همدم را به سوی خود جذب می‌کرد. طیف پرتوهای ایکس تولید شده پس از عبور از جو بسیار کم ستاره نوترونی که از اتم‌های آهن فوق یونیزه شده تشکیل شده بود توسط ماهواره XMM-نیوتن مورد بررسی قرار گرفتند.
نکتهٔ قابل توجه این است که در آزمایش‌های قبلی که توسط گروه دیگری انجام شده بود تحقیقات بر روی ستاره‌ای متمرکز بود که میدان مغناطیسی بزرگی داشت و چون میدان مغناطیسی نیز بر روی طیف نور تأثیرگذار است تشخیص اثر نیروی جاذبهٔ ستاره بر روی طیف نور به‌طور دقیق امکان‌پذیر نبود؛ ولی ستاره مورد نظر در پروژه بعدی (که آن را توضیح دادیم) دارای میدان مغناطیسی ضعیفی بود که اثر آن از اثر نیروی جاذبه قابل تشخیص بود.